# Substantivphrasem
Substantivphraseme sind phraseologische Einheiten (siehe Phraseologismus), die den Wert eines Substantivs einnehmen (z. B. Subjekt, Objekt, Prädikatsnomen, seltener Attribut). Ihre  Allgemeinbedeutung kann mit Gegenständlichkeit umschrieben werden, die jedoch in vielen Fällen durch die ausgeprägte Konnotation (= zusätzliche, assoziative Bedeutung eines Wortes), die Wertung und Charakterisierung zum Ausdruck bringen, überlagert wird. Sie besitzen die morphologischen Kategorien des Genus, Numerus, Kasus und der Belebtheit. 
Zu den Substantivphrasemen zählen Redewendungen, in denen ein Substantiv mit der formalen Struktur Adjektiv+Substantiv als grammatikalisch dominierende Komponente auftritt.
Zum Beispiel: „der lebende Tote“, „Rettungshafen, Rettungsanker“.
Eine zweite kleinere Gruppe stellen jene Wendungen dar, die aus einem Substantiv im Nominativ und einem weiteren Substantiv in dem geforderten Fall (mit oder ohne Präposition) gebildet werden.
Substantivphraseme können auch andere Formen aufweisen. Wichtig für eine Zuordnung zu dieser Klasse sind lediglich ihre Bedeutung und ihre damit in Zusammenhang stehende Funktion.

## Weitere Beispiele
- „Schimpf und Schande“
- „Alle Achtung!“
- „Goldenes Zeitalter“
- „Kanonenfutter“
- „Höllenlärm, Heidenlärm“
- „Held des Tages“
- „Versuchskaninchen“
- „Flitterwochen“,
- „Gesunder Menschenverstand“,
- „Achillesferse“
- „Sisyphusarbeit“
- „Schwarzes Schaf“
- „Stein des Anstoßes“
- „Totenstille“
- „Letzter Wille“
- „Affenhitze“
- „Das gelobte Land“
- „Zweite Geige“